# Harold Prince
Harold Prince (Nueva York, 30 de enero de 1928-Reikiavik, 31 de julio de 2019) fue un director y productor de teatro estadounidense. A lo largo de su carrera ganó veintiún Premios Tony.

## Biografía
Se inició como asistente del director George Abbott en la producción de The Pajame Game ganador del Premio Tony en 1955. Integró parte del equipo original de West Side Story de Leonard Bernstein y junto a Stephen Sondheim trabajó entre 1970 y 1983. Dirigió Cabaret, Sweeney Todd con Angela Lansbury, Show Boat, Evita y El fantasma de la ópera de Andrew Lloyd Weber. 
En el teatro lírico dirigió Madama Butterfly en Chicago y Turandot en la Wiener Staatsoper, entre otras.
En el momento de su muerte era presidente del National Institute for Musical Theater y estaba casado con Judy Chaplin, (hija de Saul Chaplin), con la que tenía dos hijos: Charles y Daisy Prince.

## Cronología escénica
- Tickets, Please! (1950)
- Call Me Madam (1950)
- Wonderful Town (1953)
- The Pajama Game (1954)
- Damn Yankees (1955)
- New Girl in Town (1957)
- West Side Story (1957)
- Fiorello! (1959)
- West Side Story (1960)
- Tenderloin (1960)
- A Call on Kuprin (1961)
- Take Her, She's Mine (1961)
- A Family Affair (1962)
- A Funny Thing Happened on the Way to the Forum (1962)
- She Loves Me (1963)
- Fiddler on the Roof (1964)
- Baker Street (1964)
- Flora, The Red Menace (1965)
- It's a Bird...It's a Plane...It's Superman (1966)
- Cabaret (1966)
- Zorba (1968)
- Company (1970)
- Follies (1971)
- Don Juan (1972)
- A Little Night Music (1973)
- Sondheim: A Musical Tribute (1973)
- The Visit (1973)
- Chemin de Fer (1973)
- Holiday (1973
- Candide (1974)
- Love for Love (1974)
- The Member of the Wedding (1975)
- The Rules of the Game (1974)
- Pacific Overtures (1976)
- Side by Side by Sondheim (1977)
- Some of My Best Friends (1977)
- On the Twentieth Century (1978)
- Sweeney Todd (1979)
- Evita (1979)
- Merrily We Roll Along (1981)
- Willie Stark (1981)
- A Doll's Life (1982)
- Play Memory (1984)
- Grind (1985)
- Roza (musical) (1987)
- Cabaret (1987)
- The Phantom of the Opera (1986)
- Grandchild Of Kings (1991)
- Kiss of the Spider Woman (1993)
- Show Boat (1994)
- The Petrified Prince (1994)
- Parade (1998)
- Bounce (2003)
- Lovemusik (2007)